# Ricardo Steinberg
Ricardo Steinberg (Buenos Aires, 1950) és un tècnic de so, docent i productor espanyol d'origen argentí.
Establert a Espanya, ha format part de Producciones El Escorpión i ha treballat com a productor de so dels directors Alejandro Amenábar, José Luis Cuerda, Adolfo Aristarain, Gonzalo Suárez, Carlos Saura, Pedro Almodóvar, Felipe Vega, Víctor Erice, Álex de la Iglesia, Mateo Gil, o Agustín Díaz Yanes. Després va fundar Foro Sonoro Producciones, amb el que va produir el curtmetratge Dime que yo de Mateo Gil (Goya al millor curtmetratge de ficció, 2010)
Pel seu mèrit fou nominat el 1988 al Goya al millor so amb Daniel Goldstein per Remando al viento i Pasodoble, però no fou guardonat. tanmateix sí el va obtenir a les edicions de 1996 per Tesis, de 2001 per The Others i 2004 per Mar adentro, totes elles d'Amenábar. El 2011 va codirigir el curtmetratge Mein liebe, nominat al Goya al millor curtmetratge de ficció. També és professor de la diplomatura de so de l'Escola de Cinematografia i Audiovisual de Madrid (ECAM) i membre de la junta directiva de l'Acadèmia de les Arts i les Ciències Cinematogràfiques d'Espanya.

## Filmografia selecta (com a tècnic de so)
- Rèquiem per un camperol (1985)
- La mitad del cielo (1986)
- Cara de acelga (1987)
- Remando al viento (1988)
- Pasodoble (1988)
- Malaventura (1988)
- La blanca paloma (1989)
- ¡Átame! (1989)
- Las edades de Lulú (1990)
- Don Juan en los infiernos (1991)
- Alas de mariposa (1991)
- La marrana (1992)
- La ardilla roja (1993)
- Todos a la cárcel (1993)
- Historias del Kronen (1995)
- Nadie hablará de nosotras cuando hayamos muerto (1995)
- Tesis (1996)
- Martín (Hache) (1997)
- La lengua de las mariposas (1999)
- Nadie conoce a nadie (1999)
- El Bola (2000)
- Los girasoles ciegos (2008)